# Breakaway (single van Kelly Clarkson)
"Breakaway" is een single van de Amerikaanse zangeres Kelly Clarkson. Het is oorspronkelijk de eerste single van haar tweede album Breakaway, maar werd in Nederland als vierde en laatste single uitgebracht. Radio 538 riep het nummer, net als alle voorgaande singles (op "The Trouble with Love Is" na) uit tot Alarmschijf. Het nummer staat ook op de soundtrack van de film The Princess Diaries 2: Royal Engagement.

## Achtergrond
Het nummer was oorspronkelijk opgenomen voor op de soundtrack The Princess Diaries 2: Royal Engagement Motion Picture Soundtrack en kwam hierdoor de hitlijsten in, ondanks het feit dat het niet op single was uitgebracht. Toen het later op het album van Clarkson werd gezet, werd het nummer officieel uitgebracht.
"Breakaway" is geschreven door Avril Lavigne, die het voor haar debuutalbum Let Go opnam. Zij voelde echter dat het niet op haar album paste. In een later stadium nam Clarkson het op voor de soundtrack. In 2022 nam Lavigne het nummer met originele tekst opnieuw op en bracht ze het uit op een nieuwe uitgave van haar eerste album.
De single werd in juli 2004 in de Verenigde Staten uitgebracht. De verwachtingen waren laaggespannen vanwege het dat Clarksons vorige singles "Low" en "The Trouble with Love Is" weinig succesvol waren. Hierdoor schreven enkele critici haar af als een American Idol en noch zij noch haar management verwachtte het succes van dit nummer.
Het succes ontstond in augustus 2004, toen de Billboard Hot 100 binnenkwam en langzaam begon te klimmen. Uiteindelijk werd het een van de grootste hits in 2006, met als piek de 6e positie in november. Het was haar eerste top 10-single sinds de leadsingle van haar vorige album Thankful. Vanwege de trage klim, stelde de label de tweede single uit evenals het album en titelde daarnaast het album Breakaway om de aandacht van de fans te trekken. Door de digitale verkopen, verbleef het nummer tot juli 2005 de Hot 100.
In Nederland kwam het nummer binnen op #20 maar zakte alweer in de derde week. In de vijfde week echte, steeg het nummer 10-plekken naar #9, om daar 3 weken te blijven staan. In totaal noteerde het nummer 14 weken in de Nederlandse Top 40.

## Videoclip
Omdat "Breakaway" opgenomen is voor de soundtrack van The Princess Diaries 2: Royal Engagement, zijn er gedeeltes van de film in de videoclip verwerkt. Clarkson wilde dat de videoclip balans hield tussen het thema van het nummer en het thema van de film. De clip begint met een jonge actrice genaamd Lindsey Krueger, die de jeugdige Clarkson speelt. Jaren verstrijken en een volwassen Clarkson, inmiddels een ster, is in een bioscoop te zien terwijl zij de fictionele première van de film attendeert. Er zijn scènes te zien, waarin Clarkson terugdenkt aan de periodes in haar leven waar zij 'uitbrak' (Breakaway).
Een tweede clip bestaat, alleen bevat deze geen scènes uit de film.

## Tracklijst
| Nr. | Titel                    | Duur |
| --- | ------------------------ | ---- |
| 1.  | Breakaway (albumversie)  | 3:58 |
| 2.  | Breakaway (Callout Look) | 0:35 |

| Nr. | Titel                   | Duur |
| --- | ----------------------- | ---- |
| 1.  | Breakaway (albumversie) | 3:58 |
| 2.  | Because of You (live)   | 3:45 |

| Nr. | Titel                    | Duur |
| --- | ------------------------ | ---- |
| 1.  | Breakaway                | 3:58 |
| 2.  | Breakaway (Napster live) | 4:17 |

## Hitnoteringen

### Nederlandse Top 40
| Hitnotering: 26-05-2006 t/m 25-08-2006 | Hitnotering: 26-05-2006 t/m 25-08-2006 | Hitnotering: 26-05-2006 t/m 25-08-2006 | Hitnotering: 26-05-2006 t/m 25-08-2006 | Hitnotering: 26-05-2006 t/m 25-08-2006 | Hitnotering: 26-05-2006 t/m 25-08-2006 | Hitnotering: 26-05-2006 t/m 25-08-2006 | Hitnotering: 26-05-2006 t/m 25-08-2006 | Hitnotering: 26-05-2006 t/m 25-08-2006 | Hitnotering: 26-05-2006 t/m 25-08-2006 | Hitnotering: 26-05-2006 t/m 25-08-2006 | Hitnotering: 26-05-2006 t/m 25-08-2006 | Hitnotering: 26-05-2006 t/m 25-08-2006 | Hitnotering: 26-05-2006 t/m 25-08-2006 | Hitnotering: 26-05-2006 t/m 25-08-2006 | Hitnotering: 26-05-2006 t/m 25-08-2006 |
| Week:                                  | 1                                      | 2                                      | 3                                      | 4                                      | 5                                      | 6                                      | 7                                      | 8                                      | 9                                      | 10                                     | 11                                     | 12                                     | 13                                     | 14                                     |                                        |
| -------------------------------------- | -------------------------------------- | -------------------------------------- | -------------------------------------- | -------------------------------------- | -------------------------------------- | -------------------------------------- | -------------------------------------- | -------------------------------------- | -------------------------------------- | -------------------------------------- | -------------------------------------- | -------------------------------------- | -------------------------------------- | -------------------------------------- | -------------------------------------- |
| Positie:                               | 20                                     | 16                                     | 19                                     | 19                                     | 9                                      | 9                                      | 9                                      | 14                                     | 15                                     | 20                                     | 24                                     | 28                                     | 34                                     | 34                                     | uit                                    |

### NederlandseSingle Top 100
| Hitnotering: 17-06-2006 t/m 26-08-2006 | Hitnotering: 17-06-2006 t/m 26-08-2006 | Hitnotering: 17-06-2006 t/m 26-08-2006 | Hitnotering: 17-06-2006 t/m 26-08-2006 | Hitnotering: 17-06-2006 t/m 26-08-2006 | Hitnotering: 17-06-2006 t/m 26-08-2006 | Hitnotering: 17-06-2006 t/m 26-08-2006 | Hitnotering: 17-06-2006 t/m 26-08-2006 | Hitnotering: 17-06-2006 t/m 26-08-2006 | Hitnotering: 17-06-2006 t/m 26-08-2006 | Hitnotering: 17-06-2006 t/m 26-08-2006 | Hitnotering: 17-06-2006 t/m 26-08-2006 | Hitnotering: 17-06-2006 t/m 26-08-2006 |
| Week:                                  | 1                                      | 2                                      | 3                                      | 4                                      | 5                                      | 6                                      | 7                                      | 8                                      | 9                                      | 10                                     | 11                                     |                                        |
| -------------------------------------- | -------------------------------------- | -------------------------------------- | -------------------------------------- | -------------------------------------- | -------------------------------------- | -------------------------------------- | -------------------------------------- | -------------------------------------- | -------------------------------------- | -------------------------------------- | -------------------------------------- | -------------------------------------- |
| Positie:                               | 48                                     | 31                                     | 31                                     | 30                                     | 33                                     | 34                                     | 32                                     | 47                                     | 49                                     | 55                                     | 79                                     | uit                                    |

### NPO Radio 2 Top 2000
Breakaway stond alleen in 2007 in de NPO Radio 2 Top 2000, op plek 1397.

## Releasedata
| Land                | Releasedatum | Formaat        | Label       |
| ------------------- | ------------ | -------------- | ----------- |
| Verenigde Staten    | 19 juli 2004 | Radio          | Walt Disney |
| Finland             | 31 mei 2006  | Muziekdownload | Sony BMG    |
| Duitsland           | 16 juni 2006 | Muziekdownload | Sony BMG    |
| Frankrijk           | 16 juni 2006 | Muziekdownload | Sony BMG    |
| Ierland             | 16 juni 2006 | Muziekdownload | Sony BMG    |
| Spanje              | 16 juni 2006 | Muziekdownload | Sony BMG    |
| Verenigd Koninkrijk | 19 juni 2006 | Muziekdownload | Sony BMG    |
| Verenigd Koninkrijk | 26 juni 2006 | Cd-single      | Sony BMG    |
| Duitsland           | 28 juli 2006 | Cd-single      | Sony BMG    |